# Richard Grant White

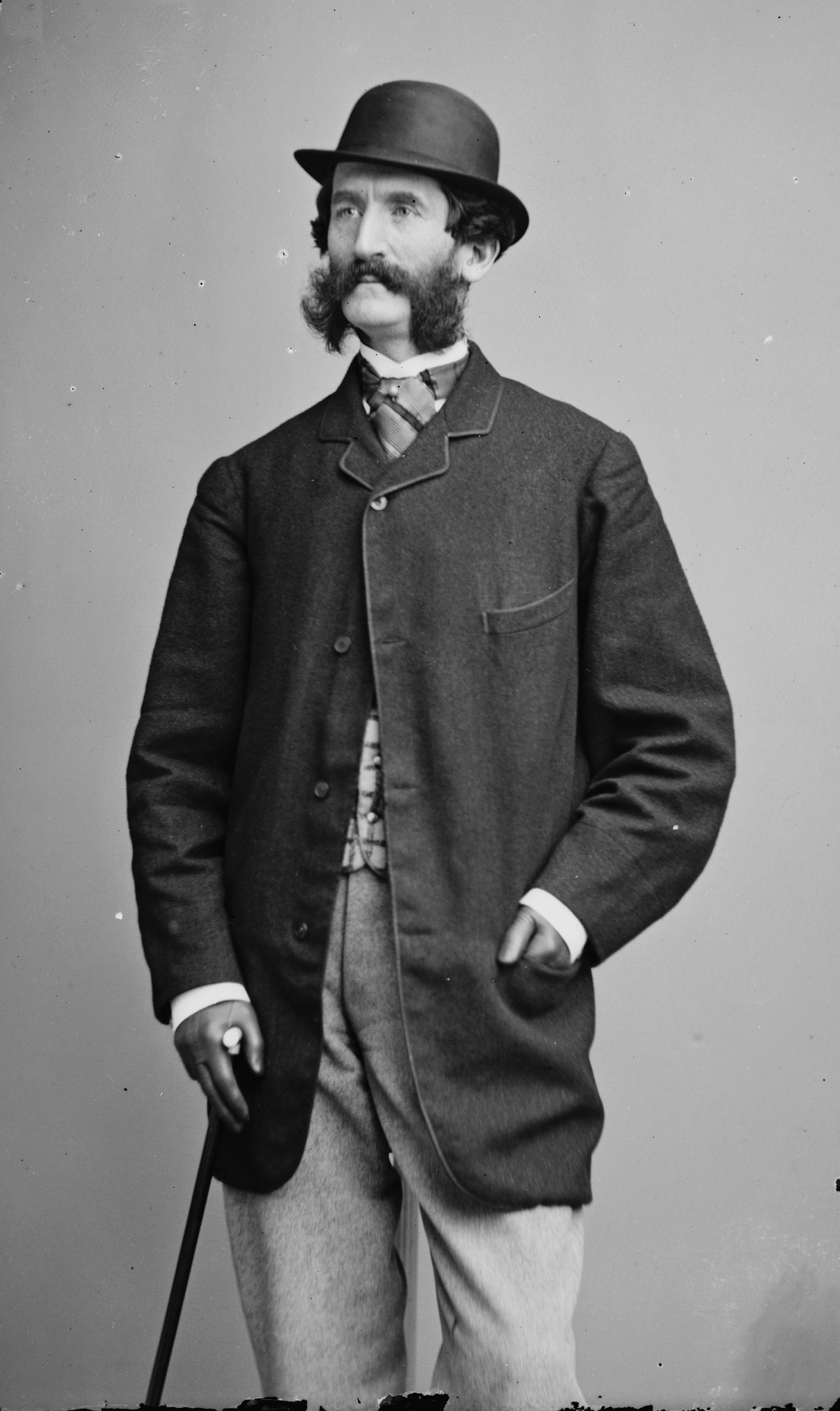
Richard Grant White

Richard Grant White (* 23. Mai 1822 in New York City; † 8. April 1885 ebenda) war ein US-amerikanischer Literatur-, Musik- und Gesellschaftskritiker sowie Herausgeber.

## Leben
Richard – der Sohn des wohlhabenden Handelskaufmannes Richard Mansfield White (1797–1849) und dessen Ehefrau Ann Eliza White, geborene Tousey (1802–1842) – erhielt seine schulische Grundausbildung in einer Privatschule in Flushing, an der Columbia Grammar School in Manhattan und ab 1835 im Bristol College im Bucks County. 1837 ging er an die New York University, die er 1839 als Bachelor of Arts absolvierte. Er verließ die Universität später als Master of Arts. 1845 wurde er als Rechtsanwalt zugelassen. Die Speditionsgeschäfte des Vaters liefen der aufkommenden Dampfschifffahrt wegen schlecht. Als der Vater 1849 starb, stand Richard White ohne Vermögen da und musste als Rechtsanwalt praktizieren. Bald sattelte er von der Juristerei auf den Journalismus um, machte bei der Tageszeitung New York Courier and Enquirer und ab 1861 bei der New York World als Redakteur und Musikkritiker Karriere. Nebenher schrieb er Artikel für Magazine, Einträge in Enzyklopädien und verfasste mehrere Bücher.
Der spätere Vizepräsident der New Shakespeare Society of London brachte 1857 bis 1865 eine Shakespeare-Ausgabe in zwölf Bänden heraus. Die Welt des Theaters kennt den Shakespeare-Forscher Richard White als ersten Herausgeber der Riverside Shakespeare im Jahr 1883 und als Autor etlicher Veröffentlichungen zum Thema Shakespeare.
Mit dem Essay The Public-School Failure in dem Bostoner Literaturmagazin North American Review profilierte er sich 1880 als Kritiker des Public-School-Systems in den Vereinigten Staaten.
Richard White heiratete am 16. Oktober 1850 Alexina Black Maese (1830–1921). Daniel Huntington malte das Hochzeitspaar. Die Eheleute bekamen zwei Kinder – Richard Mansfield White (1851–1925) und Stanford White. 1860 lebte die Familie in Ravenswood (New York)/Long Island. Richard Whites Violoncello wird im Museum of Fine Arts, Boston bewahrt.
Richard White starb in Manhattan und fand die letzte Ruhe auf dem Rosedale Friedhof in Orange (New Jersey).

## Werke (Auswahl)
Shakespeare
- 1854: Shakespeare's Scholar
- 1859: Essay on the Authorship of the Three Parts of Henry VI[2]
- 1865: Memoirs of the life of William Shakespeare
- 1885: Studies in Shakespeare

Anderes
- 1861 National hymns
- 1866: Poetry, lyrical, narrative and satirical, of the Civil War
- 1866 The New Gospel of Peace by St. Benjamin. Satire auf den Amerikanischen Bürgerkrieg im Bibelton (St. Benjamin = Whites Pseudonym)
- 1870: Words and their Uses
- 1871 zusammen mit Pauline Markham (1847–1919): Life of Pauline Markham
- 1880: Every-day English
- 1881: England without and within
- 1884: The Fate of Mansfield Humphreys. Roman

## Nachweise
1. ↑  Richard Grant White: The Public-School Failure. North American Review. Bd. 131, S. 537–550 anno 1880
2. ↑  siehe auch Henry VI, Part 1, Henry VI, Part 2, Henry VI, Part 3

| Personendaten    | Personendaten                                                                    |
| ---------------- | -------------------------------------------------------------------------------- |
| NAME             | White, Richard Grant                                                             |
| ALTERNATIVNAMEN  | St. Benjamin (Pseudonym)                                                         |
| KURZBESCHREIBUNG | US-amerikanischer Literatur-, Musik- und Gesellschaftskritiker sowie Herausgeber |
| GEBURTSDATUM     | 23. Mai 1822                                                                     |
| GEBURTSORT       | New York City                                                                    |
| STERBEDATUM      | 8. April 1885                                                                    |
| STERBEORT        | New York City                                                                    |